# Antoine-René de Terrier de Monciel

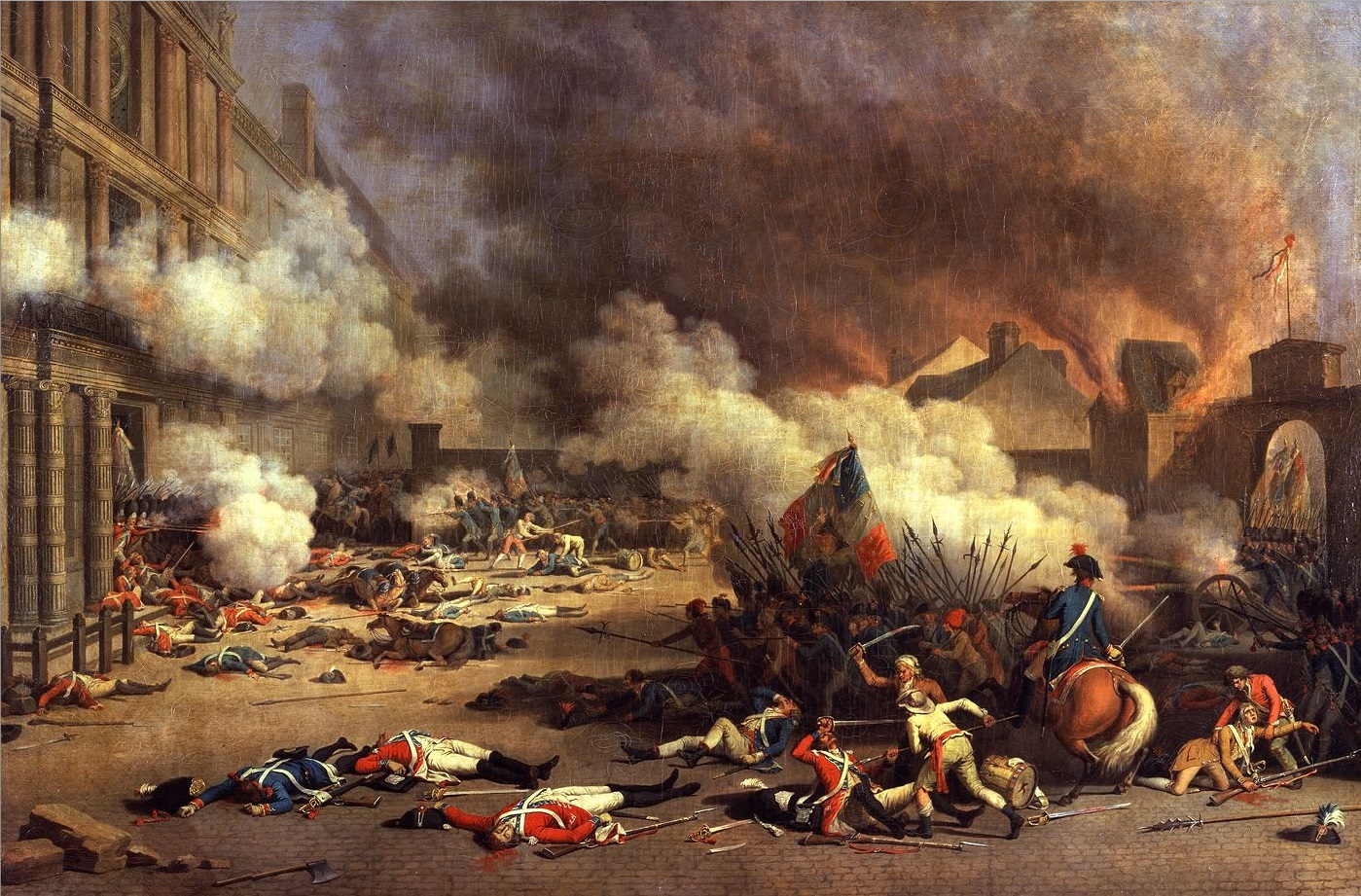
Bloedbad in Parijs: bestorming van het Tuilerieënpaleis (augustus 1792)

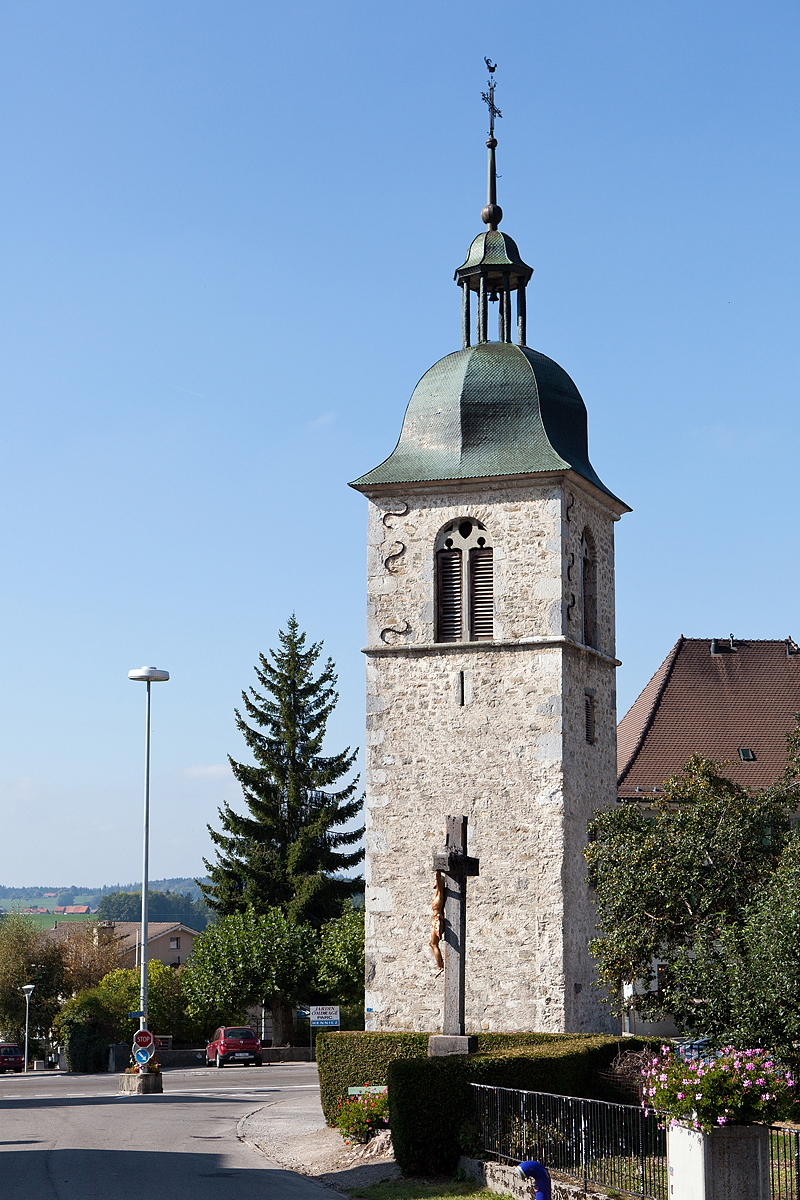
Semsales in kanton Fribourg

Antoine-René-Marie de Terrier, markies van Monciel (Dole, 12 augustus 1757 – Semsales, 29 augustus 1831) was de voorlaatste minister van Binnenlandse Zaken (18 juni 1792 – 21 juli 1792) van koning Lodewijk XVI van Frankrijk, voor diens gevangenschap.

## Levensloop
Terrier stamde uit een adellijke familie uit de provincie Franche-Comté, deel van het koninkrijk Frankrijk. Zijn vader, Claude-François Terrier, markies van Monciel, was generaal en diplomaat van koning Lodewijk XVI van Frankrijk. Hij werd geboren op het kasteel van Vaudrey, in Dole. Zijn vader had verschillende diplomatieke missies bij Duitse vorstendommen. Terrier verloor zijn beide ouders aan de leeftijd van 18 jaar. Hij erfde een fortuin. Als wees verhuisde hij naar Parijs, waar een tante en een zus voor onderdak zorgden (1775). 
Hij geraakte er betrokken in adellijke kringen die, na de Franse Revolutie, een constitutionele monarchie beijverden. Tegen de zin van zijn zus aanvaardde hij de portefeuille van minister van binnenlandse zaken op 18 juni 1792. Terrier sprak de volgende woorden uit over de koning: j’ai eu pitié avec cet homme, wat betekent: ik had medelijden met die man. Zijn secretaris-generaal op het ministerie was Jean-Baptiste-Jérôme de Bremond. 
In de Assemblée kreeg Terrier zware kritiek te horen. De oppositie verweet hem een verrader van het Franse volk te zijn. Hij antwoordde niet op de vragen, wat nog meer kabaal gaf. Op 21 juli 1792 bood hij zijn ontslag aan de koning aan, in een grote stilte. De partij van constitutionele monarchisten verloor alle invloed. Na de arrestatie van Lodewijk XVI en de rellen in het paleis van de Tuilerieën (augustus 1792), dook Terrier onder in Parijs. Hij was ontzet door de wreedheden bij de bestorming van het koninklijk paleis. Terrier vluchtte het land uit en verstopte zich op een boot naar Dover. Hij leefde aanvankelijk in ballingschap in Engeland. 
Na enkele jaren verhuisde hij naar het Rooms-Duitse Rijk; van Terrier werd verteld dat hij vloeiend Duits sprak. Hij had immers zijn kinderjaren doorgebracht op kastelen van Duitse edelen toen zijn vader er diplomaat was. Zijn familie vroeg toelating in Frankrijk om Terrier toe te laten tot het Frans grondgebied, doch dit werd hem geweigerd. Een voormalige minister van Lodewijk XVI mocht niet binnen. Terrier installeerde zich in het kanton Fribourg in Zwitserland. In Semsales (Fribourg) vond hij ex-secretaris-generaal de Bremond en diens gezin terug. Tijdens zijn ballingschap hield Terrier zich bezig met de schulden van zijn verblijven te regelen met schuldbrieven.
Circa 1800 keerde Terrier dan toch naar Frankrijk terug. Hij woonde teruggetrokken op het kasteel van Deschaux, in Franche-Comté. 
Bij de nakende val van Napoleon Bonaparte, in 1814, kwam Lodewijk XVIII op de troon. Het was het begin van de Restauratie van het koningschap van het Huis Bourbon in Frankrijk. Terrier werd naar de Duits-Oostenrijkse troepen gestuurd om een milder bezettingsregime te vragen. Hij had de naam trouw te zijn aan het Huis Bourbon. Terrier ontmoette maarschalk Schwarzenberg (1814). Hij kreeg ook een audiëntie op het Russisch hoofdkwartier, bij tsaar Alexander I. Hij begeleidde vervolgens graaf Karel, graaf van Artois en jongere broer van Lodewijk XVI en Lodewijk XVIII, naar Parijs (1814). Doch een politieke rol was voor Terrier niet meer weggelegd in het nieuwe regime. 
Hij trok zich opnieuw terug in het kasteel van Deschaux in Franche-Comté (1814-1830). 
Met de Julirevolutie van 1830 verloor het Huis Bourbon de koningstroon. Dan kreeg Terrier opnieuw angst voor een terreurregime. Hij vluchtte naar Semsales, waar hij vroeger nog in ballingschap geleefd had. Hij stierf er in 1831.
- Bibliothèque nationale de France: cb12528998p (data)
- Gemeinsame Normdatei: 128447885
- International Standard Name Identifier: 0000 0000 1700 4818
- Système universitaire de documentation: 252728734
- Virtual International Authority File: 59194187
- WorldCat: E39PBJghpV88cBTBCp3j48VQv3